# ホリスキー
ホリスキーは日本の競走馬。名馬マルゼンスキーの初年度産駒で、おもな勝ち鞍は菊花賞。また主戦騎手であった菅原泰夫はホリスキーの勝利で史上3人目の菊花賞連覇を成し遂げた。菊花賞勝ちタイムの3分05秒4は当時のレコードタイムであり、1992年にライスシャワーに破られるまで菊花賞のレコードタイムであった。

## 戦績
1982年1月に東京競馬場でデビュー。新馬戦を惨敗した後、翌月の中山競馬場の未勝利戦で9馬身差で圧勝し初勝利をあげる。
その後、条件戦の連勝等もあり、東京優駿（日本ダービー）に駒を進めるもバンブーアトラスに大きく離された9着に終わる。
秋は条件戦を一戦挟んで菊花賞に出走。9番人気と低評価ではあったが、一番人気ハギノカムイオーの大逃げもありレコードで快勝。マルゼンスキー産駒初の八大競走勝利となった。
その後は、慢性的な脚部不安にも悩まされ、オープン1勝に終わったものの、1983年の天皇賞（春）で2着、翌年の同レースでも3着に入着するなど、長距離戦で力を発揮した。1984年の天皇賞（秋）を最後に現役引退した。
なお、同馬の勝利したオープンは中央競馬会主催の平地競走では最後の特別競走ではないオープン競走となった。

## 引退後
引退後は、マルゼンスキーの後継としてアロースタッドで種牡馬入りした。産駒はGI未勝利であったが、種牡馬としてもある程度の実績を残している。2003年に種牡馬引退。その年の11月、アロースタッドで老衰から来る心不全により死亡した。

## 競走成績
以下の内容は、netkeiba.comの情報に基づく。
| 競走日 | 競走日 | 競走日 | 競馬場 | 競走名               | 距離（馬場）  | 頭 数 | 馬 番 | 人気 | 着順 | タイム | 着差 [秒] | 騎手       | 斤量 [kg] | 1着馬（2着馬）         |
| ------ | ------ | ------ | ------ | -------------------- | ------------- | ----- | ----- | ---- | ---- | ------ | --------- | ---------- | --------- | ---------------------- |
| 1982.  | 01.    | 31     | 東京   | 4歳新馬              | 芝1600m（良） | 18    | 15    | 10人 | 11着 | 1:39.7 | 1.8       | 菅原泰夫   | 55        | インターマドンナ       |
|        | 02.    | 28     | 中山   | 4歳未勝利            | ダ1700m（良） | 10    | 3     | 3人  | 1着  | 1:45.7 | -1.5      | 菅原泰夫   | 55        | （ミヤトリーフ）       |
|        | 03.    | 20     | 中山   | 若草賞               | 芝1800m（稍） | 14    | 9     | 1人  | 2着  | 1:52.6 | 0.2       | 中野渡清一 | 55        | ハーバーモナーク       |
|        | 04.    | 04     | 中山   | 4歳400万下           | ダ1700m（不） | 9     | 7     | 1人  | 1着  | 1:44.9 | -0.1      | 菅原泰夫   | 55        | （サンユーライン）     |
|        |        | 25     | 東京   | 4歳800万下           | 芝1600m（良） | 10    | 8     | 1人  | 1着  | 1:36.7 | -0.1      | 菅原泰夫   | 55        | （スーパースワロー）   |
|        | 05.    | 16     | 東京   | 4歳中距離S           | 芝2000m（良） | 14    | 14    | 1人  | 5着  | 2:02.1 | 0.2       | 加賀武見   | 56        | アカデミックボーイ     |
|        |        | 30     | 東京   | 東京優駿             | 芝2400m（良） | 28    | 11    | 5人  | 9着  | 2:27.8 | 1.3       | 加賀武見   | 57        | バンブーアトラス       |
|        | 10.    | 30     | 東京   | オパールS            | 芝1600m（良） | 16    | 8     | 4人  | 2着  | 1:35.5 | 0.2       | 菅原泰夫   | 55        | ミョウジンホマレ       |
|        | 11.    | 14     | 京都   | 菊花賞               | 芝3000m（良） | 21    | 13    | 9人  | 1着  | 3:05.4 | -0.2      | 菅原泰夫   | 57        | （パッシングサイアー） |
|        | 12.    | 25     | 中山   | 4歳以上              | 芝1600m（良） | 10    | 2     | 1人  | 3着  | 1:35.8 | 0.2       | 菅原泰夫   | 57        | タケノハッピー         |
| 1983.  | 01.    | 23     | 中山   | アメリカJCC          | 芝2500m（良） | 14    | 5     | 2人  | 6着  | 2:35.8 | 0.4       | 菅原泰夫   | 56        | アンバーシャダイ       |
|        | 02.    | 20     | 東京   | 目黒記念             | 芝2500m（稍） | 10    | 3     | 2人  | 4着  | 2:37.8 | 0.2       | 菅原泰夫   | 57        | トウショウゴッド       |
|        | 04.    | 03     | 中山   | アルゼンチン共和国杯 | 芝2500m（稍） | 12    | 12    | 3人  | 3着  | 2:36.9 | 0.0       | 菅原泰夫   | 56        | ミナガワマンナ         |
|        |        | 29     | 京都   | 天皇賞（春）         | 芝3200m（良） | 15    | 5     | 2人  | 2着  | 3:22.4 | 0.1       | 菅原泰夫   | 58        | アンバーシャダイ       |
| 1984.  | 01.    | 22     | 中山   | アメリカJCC          | ダ1800m（不） | 8     | 8     | 4人  | 2着  | 1:52.7 | 0.1       | 菅原泰夫   | 57        | シュウザンキング       |
|        | 04.    | 08     | 中山   | エイプリルS          | 芝2000m（良） | 8     | 5     | 1人  | 1着  | 2:05.1 | -0.1      | 菅原泰夫   | 60        | （サクラシンボリ）     |
|        |        | 29     | 京都   | 天皇賞（春）         | 芝3200m（良） | 19    | 7     | 1人  | 3着  | 3:22.6 | 0.2       | 菅原泰夫   | 58        | モンテファスト         |
|        | 06.    | 03     | 阪神   | 宝塚記念             | 芝2200m（良） | 15    | 12    | 2人  | 10着 | 2:14.2 | 1.8       | 田島良保   | 57        | カツラギエース         |
|        | 10.    | 28     | 東京   | 天皇賞（秋）         | 芝2000m（良） | 15    | 5     | 6人  | 15着 | 2:01.7 | 2.4       | 菅原泰夫   | 58        | ミスターシービー       |

## 種牡馬成績

### グレード制重賞優勝馬
- 1987年産
  - ユキノサンライズ（中山記念、中山牝馬ステークス、フラワーカップ）
- 1988年産
  - ストロングカイザー（セントライト記念）
  - シンホリスキー（スプリングステークス、きさらぎ賞、中京障害ステークス（春））
- 1989年産
  - ロンシャンボーイ（高松宮杯、京阪杯）
- 1990年産
  - ラガーチャンピオン（セントライト記念、二十四万石賞）

### 地方重賞優勝馬
- 1986年産
  - ニツポーデユレン（ニューイヤーカップ）
  - サンリナール（新春ジュニアカップ、スプリングカップ、東海ダービー、岐阜王冠賞、東海菊花賞）
  - クインスワロー（関東オークス）
  - キャロットスキー（建依別賞）
- 1987年産
  - マネープラン（中央競馬騎手招待）
  - ダンツビューティ（サガ・クイーン賞）
- 1989年産
  - レディプロムナード（読売レディス杯）
- 1992年産
  - ルイボスゴールド（東海ダービー、サラブレッドチャレンジカップ、ダービーグランプリ）
  - カガリスキー（東北優駿、上山優駿樹氷賞、北日本オークス）
  - レガシースパーク（中島記念）
- 1993年産
  - ユキノゴールド（サラブレッド3歳優駿、読売レディス杯）
- 1996年産
  - スズオールマイティ（道営記念）
- 1997年産
  - リンリンスキー（ペガサスカップ、秋の鞍）
  - スーパーセタリオン（栄城賞）
  - アクションアラート（新潟ダービー、東北ダービー、青山記念）
- 1998年産
  - キクノライデン（サラブレッド3歳優駿、北日本新聞杯、北國王冠）
- 1999年産
  - ナイキペガサス（ニューイヤーカップ）
- 2000年産
  - ナゾルスター（奥利根賞、エメラルドカップ）
  - オーゴンプリンス（サンライズカップ）
- 2001年産
  - トキノコジロー（鎌倉記念、羽田盃）
- 2002年産
  - エスエヌハヤテ（オパールカップ）

### ブルードメアサイアーとしての代表産駒
- 1994年産
  - イシゲヒカリ（クイーン賞）
- 1995年産
  - エイダイクイン（クイーンカップ）
- 1996年産
  - コウエイロマン（小倉3歳ステークス）
- 1998年産
  - マイニングレディ（関東オークス）
- 2001年産
  - コウエイトライ（小倉サマージャンプ2回、阪神ジャンプステークス3回、東京オータムジャンプ）
- 2003年産
  - ミヤビランベリ（目黒記念、アルゼンチン共和国杯、七夕賞2回）
- 2006年産
  - エーシンビートロン（サマーチャンピオン）

## 血統表
| ホリスキーの血統マルゼンスキー系（ニジンスキー系） / Menow 5×5=6.25%（父内）、Djebel 4×5=9.38%（母内）、Pharos 5×5=6.25%（母内）） | ホリスキーの血統マルゼンスキー系（ニジンスキー系） / Menow 5×5=6.25%（父内）、Djebel 4×5=9.38%（母内）、Pharos 5×5=6.25%（母内）） | ホリスキーの血統マルゼンスキー系（ニジンスキー系） / Menow 5×5=6.25%（父内）、Djebel 4×5=9.38%（母内）、Pharos 5×5=6.25%（母内）） | （血統表の出典） | （血統表の出典） |
| 父 マルゼンスキー 1974 鹿毛 | 父の父Nijinsky II 1967 鹿毛 | Northern Dancer | Nearctic         | Nearctic         |
| 父 マルゼンスキー 1974 鹿毛 | 父の父Nijinsky II 1967 鹿毛 | Northern Dancer | Natalma          |                  |
| 父 マルゼンスキー 1974 鹿毛 | 父の父Nijinsky II 1967 鹿毛 | Flaming Page | Bull Page        | Bull Page        |
| 父 マルゼンスキー 1974 鹿毛 | 父の父Nijinsky II 1967 鹿毛 | Flaming Page | Flaring Top      |                  |
| 父 マルゼンスキー 1974 鹿毛 | 父の母*シル Shill 1970 鹿毛 | Buckpasser | Tom Fool         | Tom Fool         |
| 父 マルゼンスキー 1974 鹿毛 | 父の母*シル Shill 1970 鹿毛 | Buckpasser | Busanda          |                  |
| 父 マルゼンスキー 1974 鹿毛 | 父の母*シル Shill 1970 鹿毛 | Quill | Princequillo     | Princequillo     |
| 父 マルゼンスキー 1974 鹿毛 | 父の母*シル Shill 1970 鹿毛 | Quill | Quick Touch      |                  |
| 母 オキノバンダ 1970 鹿毛 | 母の父*オンリーフォアライフ Only For Life 1960 黒鹿毛                                                                              | Chanteur | Chateau Bouscaut | Chateau Bouscaut |
| 母 オキノバンダ 1970 鹿毛 | 母の父*オンリーフォアライフ Only For Life 1960 黒鹿毛                                                                              | Chanteur | La Diva          |                  |
| 母 オキノバンダ 1970 鹿毛 | 母の父*オンリーフォアライフ Only For Life 1960 黒鹿毛                                                                              | Life Sentence | Court Martial    | Court Martial    |
| 母 オキノバンダ 1970 鹿毛 | 母の父*オンリーフォアライフ Only For Life 1960 黒鹿毛                                                                              | Life Sentence | Borobella        |                  |
| 母 オキノバンダ 1970 鹿毛 | 母の母メジロビーナス 1963 栗毛 | *ガルカドール Galcador | Djebel           | Djebel           |
| 母 オキノバンダ 1970 鹿毛 | 母の母メジロビーナス 1963 栗毛 | *ガルカドール Galcador | Pharyva          |                  |
| 母 オキノバンダ 1970 鹿毛 | 母の母メジロビーナス 1963 栗毛 | Valenciana | Pharis           | Pharis           |
| 母 オキノバンダ 1970 鹿毛 | 母の母メジロビーナス 1963 栗毛 | Valenciana | Djama F-No.5-e   |                  |

Valencianaの系統からは、メジロモンスニー・メジロライデンが出ている。